# Güler Sabancı
Güler Sabancı (ur. 1955) – turecka biznesmenka i miliarderka, prezes należącego do jej rodziny holdingu finansowo-przemysłowego Sabancı Holding, drugiej co do wielkości firmy w Turcji. W 2014 miesięcznik Forbes umieścił ją na 60. miejscu listy najpotężniejszych kobiet świata.
Güler Sabancı jest dziedziczką fortuny rodziny Sabancı, jednego z najbogatszych rodów współczesnej Turcji. Jej ojcem był İhsan Sabancı, najstarszy syn założyciela dynastii Hacıego Ömera Sabancı. Ukończyła studia na wydziale ekonomii i zarządzania Uniwersytetu Bosforskiego, a także studia specjalistyczne na Harvard University. W 1978 roku zaczęła pracę w należącej do jej rodziny firmie oponiarskiej Lassa, w 1985 została dyrektorem firmy Kordsa produkującej półprodukty do produkcji opon. W maju 2004 została szefową Sabancı Holding a także charytatywnej Fundacji Sabanci.